# タニンダーリ地方域
タニンダーリ地方域（タニンダーリちほういき、Tanintharyi Division）、旧名テナセリムは、ミャンマーの行政区画である。ミャンマー国土の最南部、北緯15度以南、クラ地峡以北の細長い地域を占める。西はアンダマン海、東と南はタイのマレー半島部、北はモン州に接する。区都はダウェイ（旧称: タヴォイ）。他の主要都市はミェイク（旧称「メルギー」、英: Mergui - メルグイとも）及びタイとの国境の町コータウン（「ビクトリア・ポイント」としても知られる）である。
4万3328キロメートルの領域をもち、1983年の国勢調査における人口は91万7628人。地方域の ISO 3166-2 コードは、MM-05である。

## 歴史
歴史的にはKadaram（630年 - 1136年）やクダ王国（1136年 - ）の一部であった。そのため、地名の「タニンダーリ」または「テナセリム」は、マレー語の "Tanah Sari" に由来し、"Tanah" は「土地」、"Sari" は「中心」を意味する、すなわち「中国」の意味である。この時期からの住人がモン族とカレン族である。
1068年、チョーラ朝のen:Virarajendra Cholaがen:Chola invasion of Kadaram (1068)で海からKadaramに侵攻した。
マレーシアのクダ州やタイのサトゥーン県と文化的に深い繋がりを持っている。クダ王国は親タイであったため、当時隣接していたパタニ王国の後継であるタイ深南部（パッターニー県・ヤラー県・ナラーティワート県）の独立運動には関わらないことが多い。
タイのアユタヤ王朝（1351年 - 1767年）時代、ビルマ軍がタイに侵攻する際は、ビルマ軍の拠点であった。アユタヤ王朝時代の末期である1751年にダウェイが港として建設された。
アユタヤ王朝時代の後、シャムとビルマが交互に支配し続けた。
1826年2月、第一次英ビルマ戦争の結果、イギリスとビルマ間で締結されたヤンダボ条約によってイギリスの植民地時代を迎えた。
同年6月20日、イギリスとシャムが境界画定条約を締結（1868年に別の条約が締結された）し、国境が確定した。英領ビルマ首都はタニンダーリ（現在のモン州を含んでいた）のモーラミャインに定められた。
1826年後半、イギリスとシャムがバーニー条約を締結し、クダ王国のクダ州やサトゥーン県がイギリスマラッカ海峡植民地となった為、クダ王国以来の歴史的な文化的繋がりが途絶えた。この期間、イギリスは植民地運営の為にカレン族を雇い入れた。
1852年、第二次英ビルマ戦争の結果、イギリスが下ビルマ全域を制圧して首都がラングーンへ移されると、南東ビルマのタニンダーリ地方は現在のモン州・カレン州・バゴー地方域のタウングー郡を含むようになり、モーラミャインがタニンダーリ地方の区都になった。
イギリスは、タニンダーリからカレン族を連れて下ビルマの植民地運営に乗り出した。この時の支配関係、すなわち支配者側のカレン族と、被支配者側のビルマ族という構図が、今日のミャンマーにおける民族間対立の原因となった。
ダウェイ近郊のマウンマガン村にビーチがあり、植民地時代にはイギリス人の避暑地となっていた。同地は現在もミャンマー内で人気リゾート地として観光業が盛んである。
1948年、ビルマ独立に際して、タニンダーリ地方の東北部が新たにカレン州として置かれた。1974年、残りのタニンダーリ地方の北部がモン州として置かれ、モーラミャインはモン州に移った為、タニンダーリの新しい区都としてダウェイが選ばれた。

## 隣接行政区画
- モン州
- カーンチャナブリー県
- ラーチャブリー県
- ペッチャブリー県
- プラチュワップキーリーカン県
- チュムポーン県
- ラノーン県

## 行政区画
タニンダーリ地方域は、3地区に広がる10郷から構成されている。
- ダウェイ県（英語版、中国語版）
- ミェイ県（英語版、中国語版）
- コータウン県（英語版、中国語版）

## 交通
- 鉄道　急行175UP/176DN　ヤンゴン－ダウェイ　毎日運転（所要時間24時間以上）

- 東西経済回廊